# روبرتا کالیندرز
روبرتا کالیندرز (انگلیسی: Roberta Colindrez؛ –) بازیگر، بازیگر تئاتر، بازیگر تلویزیون، و نمایشنامه‌نویس اهل مکزیک است.
از فیلم‌ها یا برنامه‌های تلویزیونی که وی در آن نقش داشته است می‌توان به دوز اشاره کرد.